# サム・カルステン
サム・カルステン（ケルステン、Sam Kersten、1998年1月30日 - ）は、オランダ・ナイメーヘン出身のサッカー選手。PECズヴォレ所属。ポジションはDF。